# Nipponacmea gloriosa
Nipponacmea gloriosa is een slakkensoort uit de familie van de Lottiidae. De wetenschappelijke naam van de soort is voor het eerst geldig gepubliceerd in 1944 door Habe.